# مات جونسون
مات جونسون (بالإنجليزية: Matt Johnson)‏ هو سياسي أمريكي، ولد في 1871، وتوفي في 1935. انتخب عضو مجلس نواب داكوتا الشمالية.